# Alexander Michailowitsch Lesnoi
Alexander Michailowitsch Lesnoi (russisch Александр Михайлович Лесной; * 28. Juli 1988 in Moskau) ist ein russischer Kugelstoßer.

## Sportliche Laufbahn
Erste internationale Erfahrungen sammelte Alexander Lesnoi bei der Sommer-Universiade 2013 im heimischen Kasan, bei denen er mit einer Weite von 20,30 m die Goldmedaille gewann. Damit qualifizierte er sich auch für die Weltmeisterschaften in Moskau, bei denen er mit 19,01 m in der Qualifikation ausschied. im Jahr darauf wurde er bei den Hallenweltmeisterschaften in Sopot mit 20,16 m Achter und bei den Europameisterschaften in Zürich mit 19,83 m Zehnter. 2015 scheiterte er sowohl bei den Halleneuropameisterschaften in Prag mit 19,91 m, als auch bei den Weltmeisterschaften in Peking mit 19,78 m in der Qualifikation.
Nach der Sperre aller russischer Leichtathleten 2016, darf Lesnoi seit 2017 als neutraler Athlet an internationalen Wettkämpfen teilnehmen. Er qualifizierte sich auch für die Weltmeisterschaften in London, bei denen er aber mit 19,67 m in der ersten Runde ausschied. Im Jahr darauf wurde er bei den Europameisterschaften in Berlin mit 21,04 m Fünfter. Auch 2019 gelangte er bei den Weltmeisterschaften in Doha mit 19,62 m nicht bis in das Finale, belegte aber im Anschluss bei den Militärweltspielen in Wuhan mit 19,61 m den achten Platz.
2014 und 2017 sowie 2018 und 2019 wurde Lesnoi russischer Meister im Kugelstoßen.

## Persönliche Bestweiten
- Kugelstoßen: 21,58 m, 20. Juli 2018 in Kasan
  - Kugelstoßen (Halle): 21,05 m, 13. Februar 2018 in Moskau